# Makanai
Makanai (舞妓さんちのまかないさん?, Maiko-san Chino makanai-san) è una serie televisiva giapponese slice of life diretta da Hirokazu Kore'eda, scritta da Mami Sunada e tratta dal manga Maiko-san Chi no Makanai-san di Aiko Koyama.
La serie, formata da 9 episodi, è stata distribuita globalmente su Netflix il 12 gennaio 2023.

## Trama
Kiyo e Sumire, due amiche inseparabili, si trasferiscono da Aomori a Kyoto, nel quartiere di Gion, per inseguire il sogno di diventare maiko. Mentre Sumire dimostra subito una forte motivazione e un innato talento, Kiyo invece, grazie alla sua grande passione per la cucina, viene assunta come makanai, ossia una persona che si occupa di preparare i pasti dello yakata.

## Episodi
| Stagione       | Episodi | Pubblicazione |
| -------------- | ------- | ------------- |
| Prima stagione | 9       | 2023          |

## Produzione
Hirokazu Kore'eda è stato coinvolto nella serie come showrunner, regista e sceneggiatore, collaborando in alcuni episodi sia alla regia che alla sceneggiatura con Megumi Tsuno, Hiroshi Okuyama e Takuma Satō.
Kore'eda ha spiegato di aver voluto adattare il manga di Aiko Koyama per via della storia focalizzata sul cibo e caratterizzata da un'ambientazione interessante come la cultura maiko, la preparazione per diventare geiko (comunemente chiamate geishe) e il modo in cui esse si relazionano con la vita giapponese contemporanea, sfruttando inoltre la produzione della serie per offrire l'opportunità a giovani registi di dirigere e farsi notare.
La volontà è stata anche quella di dare un'immagine veritiera della vita delle geiko, che in passato sono state ritratte (soprattutto a causa della fama ottenuta dal romanzo americano Memorie di una geisha e dal suo adattamento cinematografico) perlopiù come prostitute d'élite, il che ha portato anche a episodi di molestie in pubblico da parte dei turisti ai danni delle artiste, e al divieto del 2019 implementato dal distretto di Gion di fotografare le geiko.
Tuttavia, anche la figura di un'adolescente che lavora come cuoca interna in uno yakata non corrisponde alla realtà, in quanto appunto non ci sono makanai adolescenti.

## Accoglienza
(Lorenza Negri, Wired, 13 gennaio 2023)
(Rebecca Nicholson, The Guardian, 17 gennaio 2023)